# Ligne de Pieksämäki à Joensuu
La ligne de Pieksämäki à Joensuu (finnois : Pieksämäki–Joensuu-rata) est une ligne de chemin de fer, à voie unique non électrifiée, du réseau de chemin de fer finlandais qui relie Pieksämäki à Joensuu . 

## Histoire
La voie a été construite en plusieurs tranches entre 1914 et 1940:
- 1er mars 1914: Pieksämäki–Huutokoski–(Savonlinna), Huutokoski–Varkaus[1]
- 1er décembre 1927: Joensuu–Viinijärvi–(Sysmäjärvi)[1]
- 1er décembre 1939: Varkaus–Vihtari[1]
- 22 avril 1940: Vihtari–Viinijärvi[1]